# Raixizm
|  | Per als manlleus lingüístics del rus a d'altres llengües vegeu russisme |

Raixizm (rus: Рашизм, anglès: Rashism, Ruscism) és una paraula neologisme, utilitzat per designar la ideologia política i les pràctiques socials del règim de Rússia sota Vladimir Putin. El terme s'utilitza en referència al sistema polític autocràtic de l'estat rus, l'ultranacionalisme i el neoimperialisme, el militarisme, l'expansionisme, el corporativisme, l'estreta connexió entre l'església i l'estat, la repressió política, l'ús de la censura i la propaganda estatal, i el culte a la personalitat que envolta Putin.

## Etimologia i definició
El terme Raixizm és un neologisme creat a partir de la pronúncia anglesa de Rússia ("Raixa"), L ' Illa Rasche i la paraula фашизм faixizm, o sigui "feixisme". El mot juga amb l'harmonia sonora entre расизм (rassizm "racisme") i русизм (russizm "russisme").
Per primera vegada, el terme en la forma de russisme (en rus: русизм), va ser popularitzat, descrit i àmpliament utilitzat el 1995 pel president de la República Txetxena d'Itxkèria, Djokhar Dudàiev, que va veure les accions militars de Rússia a Txetxena com una manifestació d'una ideologia creixent. Segons Dudàiev, el russisme és:
| « | un tipus d'ideologia odiosa, basada en el xovinisme gran rus, l'espiritualisme i la immoralitat. Es diferencia d'altres formes de feixisme, racisme i nacionalisme en la seva major crueltat tant envers els humans com la natura. Es basa en la destrucció de tot i de tothom, en tàctiques de terra cremada. El russisme és una versió esquizofrènica del complex de dominació mundial. Aquesta és una mena de psicologia d'esclaus, que parasita la història inventada, els territoris ocupats i els pobles oprimits. | » |

## Història
Borís Gruixin ha considerat que el raixisme prové de la servitud feudal i l'esclavitud, si bé els seus detractors diuen que aquesta posició és russòfoba. No obstant això, els representants del nacionalisme rus han convertit aquest terme (com una combinació d'"imperialisme rus" amb "nacionalisme intern") en la base de la seva ideologia. De fet, el polític ultranacionalista Aleksandr Ivànov-Sukharevski ha desenvolupat la seva pròpia ideologia política, que ell anomena russisme, la qual posa l'accent en la centralitat de la raça per sobre de totes les divisions. El russisme és atractiu per als racistes que s'adhereixen al paganisme en lloc de fer-ho a l'Església Ortodoxa Russa, a la qual generalment se li atorga un paper central en l'extrema dreta russa. El russisme busca construir un enllaç des del monarquisme ortodox prerevolucionari al nazisme, i identifica Nicolau II de Rússia i Adolf Hitler com els dos grans herois del segle xx, amb l'argument que Hitler el que volia era venjar-se dels bolxevics per la Revolució d'Octubre.
Segons la seva ideologia personal, els russi estan formats per vuit branques, i.e. els "grans russos", els belarussos, els ucraïnesos (els tres grups dels quals té avantpassats), els rutens de la Rutènia subcarpàtica, els "nous russos", els siberians, els cosacs i els pomors.
El terme va guanyar una àmplia popularitat en cercles informals el 2008 – durant la guerra entre Rússia i Geòrgia. Van recuperar popularitat quan es va produir l'annexió de Crimea per part de la Federació Russa.

## Principals trets i característiques del raixizm
D'acord amb l'historiador rus Aleksandr Skobov, el raixzm és una barreja eclèctica de xovinisme, nostàlgia pel passat soviètic i ortodòxia obscurantista. El raixszm també es caracteritza pel menyspreu de la persona, el desig de dissoldre la identitat de la "majoria" i suprimir la minoria. El raixizm és inherent a la falta de confiança en els procediments democràtics, ja que "tot és un subtil instrument de manipulació" (el raixizm prefereix la manipulació flagrant). El raixizm es basa en el fet que l'"esperit nacional" i "interès general superior" no són triats a través de mecanismes formals, sinó de manera irracional, mística per un líder, que va esdevenir el que és *perquè era capaç d'absorbir la resta.
L'analista polític Stanislav Belkovski estableix que hi ha un raixizm disfressat d'antifeixisme, però amb cara i essència de feixista.

## Ideologia del raixizm
L'analista polític Andrei Piontkovski argumenta que la ideologia del raixizm té uns principis en gran manera similars als del nazisme i el feixisme, i que els discursos i les polítiques del President de Rússia, Vladímir Putin, recorden les idees de Hitler.

## Raixisti
Als partidaris de la ideologia del raixizm se'ls anomena «рашисты», "raixisti". A Ucraïna també se'ls anomena «Ватники», transcrit Vatniki, literalment els jaquetes encoixinades, per la mena de jaqueta que acostumen a dur, anomenada «Ватник», transcrit Vatnik.